# Siegfried Weber

Siegfried Weber (1914)

Siegfried David Friedrich Weber (* 30. Oktober 1870 in Hamburg; † 28. September 1936 in Heidelberg) war ein deutscher Kunsthistoriker.

## Leben
Siegfried Weber studierte ab dem Wintersemester 1892/93 Kunstgeschichte in Berlin, München und Heidelberg und wurde 1898 in Heidelberg promoviert. Er habilitierte sich an der Universität Zürich und war dort vom Wintersemester 1904 bis zum Sommersemester 1923, als er auf seine Venia legendi verzichtete, Privatdozent für Kunstgeschichte.

## Veröffentlichungen (Auswahl)
- Die Entwickelung des Putto in der Plastik der Frührenaissance. Dissertation Heidelberg 1898 (Digitalisat, S. 130–131 Lebenslauf)
- Fiorenzo di Lorenzo. Eine kunsthistorische Studie. Straßburg 1904 (Digitalisat).
- Die Begründer der piemonteser Malerschule im XV. und zu Beginn des XVI. Jahrhunderts. Straßburg 1911 (Digitalisat).
- Gaudenzio Ferrari und seine Schule. Straßburg 1927.